# Jacques Logie
Pour les articles homonymes, voir Logie.
Jacques Logie (né à Louvain le 22 septembre 1938 – mort à Plancenoit dans la nuit du 3 au 4 septembre 2007) est un homme politique, magistrat et historien belge.

## Biographie
Son père est officier combattant pendant la Première Guerre mondiale et résistant durant la Seconde Guerre mondiale.
Il est docteur en droit, licencié en droit international et en journalisme (Université libre de Bruxelles), docteur ès lettres (Université Paris IV-Sorbonne, 1995), à la suite de sa thèse ayant pour sujet « les magistrats, cours et tribunaux sous le régime français en Belgique ».
Il commence une carrière d'avocat aux barreaux de Bruxelles et de Nivelles. Il est conseiller communal puis échevin à Plancenoit de 1970 à 1974. Il quitte alors la politique et entame une carrière de magistrat. Il devient ainsi vice-président du tribunal de commerce de Bruxelles. En 2000, il revient en politique, et devient conseiller communal du Mouvement réformateur à Lasne. Il crée ensuite une liste dissidente, Alternative libérale lasnoise, avec Roland Zanasi, dont il mène la liste aux élections communales de 2006. Il est ainsi élu conseiller communal.
Il est connu pour ses publications historiques, principalement sur la révolution belge de 1830 et sur la bataille de Waterloo. Il est président de la chambre provinciale de la Commission royale des monuments, sites et fouilles de la Région wallonne et membre du comité scientifique chargé d'accompagner la réhabilitation du site de la bataille de Waterloo.

## Publications

### Ouvrages comme seul auteur
- Jacques Logie, Le Lion de Waterloo: ses origines et son histoire, 1976.
- Jacques Logie, 1830 : de la régionalisation à l'indépendance, Paris, Duculot, 1980, 248 p. (ISBN 2-8011-0332-2).
- Jacques Logie, Waterloo : l'évitable défaite, Paris/Gembloux, Duculot, 1984, 219 p. (ISBN 2-8011-0511-2).
- Jacques Logie, Les magistrats des cours et des tribunaux en Belgique, 1794-1814 : essai d'approche politique et sociale, Genève, Librairie Droz, 1998, 513 p. (ISBN 2-600-00291-X, lire en ligne).
- Jacques Logie, Napoléon, la dernière bataille, Bruxelles, Racine, 2002, 215 p. (ISBN 978-2-87386-278-7).
- Jacques Logie, Waterloo : la campagne de 1815, Bruxelles, Racine, 2003, 256 p. (ISBN 2-87386-326-9, lire en ligne).
- Waterloo. De la bataille à la légende, dans Napoléon Ier, hors série no 7, juin 2007.

### Ouvrages comme coauteur
- J. Logie, A. Bruyants, J.-H. Pirenne et P. de Callatay, Waterloo, la campagne de 1815, Bruxelles, Crédit Communal de Belgique, 1990.

### Ouvrage posthume
- J. Logie, Les grands notables du premier empire dans le département de la Dyle, Fontes bruxellae, 2013 (Préface de Jean-Pierre Nandrin)  (ISBN 9782874880124)

## Sources
- « Jacques Logie est décédé », dans Le Soir, 5 septembre 2007
- « Décès du conseiller Jacques Logie », dans La Libre Belgique, 6 septembre 2007
- Biographie sur le site d'Alternative libérale lasnoise
- François ANTOINE, « Hommage à Jacques Logie (1938-2007) », Études sur le XVIIIe siècle, t. 36, Bruno BERNARD (éd.), Lombardie et Pays-Bas autrichiens. Regards croisés sur les Habsbourg et leurs réformes au XVIIIe siècle, Bruxelles, Éditions de l'Université de Bruxelles, 2008, p. 149-150.
- Jean-Pierre Nandrin et Xavier Rousseaux, « Jacques Logie 1938-2007 », Annales historiques de la Révolution française, 350, octobre-décembre 2007, http://ahrf.revues.org/11309.